# Double Vue (film)
Pour le téléfilm de Christophe Douchand, voir Double Vue (téléfilm). Pour l'album, voir Double Vue (album de Charlélie Couture).
Pour plus de détails, voir Fiche technique et Distribution.
Double vue (Afraid of the Dark) est un film britannico-français réalisé par Mark Peploe, sorti en 1991.

## Fiche technique
- Titre original : Afraid of the Dark
- Titre français : Double vue
- Réalisation : Mark Peploe
- Scénario : Mark Peploe et Frederick Seidel
- Photographie : Bruno de Keyzer
- Musique : Richard Hartley et Jason Osborn
- Pays d'origine :  Royaume-Uni -  France
- Genre : drame
- Date de sortie : 1991

## Distribution
- James Fox (V. F. : Michel Paulin) : Frank
- Fanny Ardant : Miriam
- Paul McGann (V. F. : Gabriel Le Doze) : Tony Dalton
- Clare Holman : Rose
- Robert Stephens : Dan Burns
- Susan Wooldridge : Lucy Trent
- David Thewlis : Locksmith / Tom Miller
- Catriona MacColl : Femme aveugle
- Hilary Mason : Femme du sous-sol
- Cassie Stuart : Voisine
- Frederick Treves : Chirurgien